# Walerija Safonowa
Walerija Safonowa (kasachisch Валерия Сафонова; * 16. April 2006) ist eine kasachische Leichtathletin, die sich auf den Dreisprung spezialisiert hat.

## Sportliche Laufbahn
Erste internationale Erfahrungen sammelte Walerija Safonowa im Jahr 2023, als sie bei den Hallenasienmeisterschaften in Astana mit einer Weite von 12,44 m den sechsten Platz im Dreisprung und gelangte im Weitsprung mit 4,88 m auf Rang 14. Im Juni gewann sie bei den U20-Asienmeisterschaften in Yecheon mit 12,78 m die Silbermedaille. Kurz darauf wurde sie bei den Asienmeisterschaften in Bangkok mit 11,96 m Neunte. Im Jahr darauf belegte sie bei den Hallenasienmeisterschaften in Teheran mit 12,86 m den sechsten Platz.
In den Jahren 2023 und 2024 wurde Safonowa kasachische Hallenmeisterin im Dreisprung. Zudem siegte sie 2022 in der 4-mal-100-Meter-Staffel im Freien und wurde 2021 Hallenmeisterin in der 4-mal-400-Meter-Staffel.

## Persönliche Bestleistungen
- Weitsprung: 5,83 m (−0,2 m/s), 10. Juni 2022 in Almaty
  - Weitsprung (Halle): 5,90 m, 19. Februar 2020 in Öskemen
- Dreisprung: 13,18 m, 5. Februar 2024 in Astana